# Iver Bjerkestrand
Iver Bjerkestrand, né le 7 juillet 1987 à Lørenskog, est un skieur alpin norvégien. 

## Biographie
Actif depuis 2002 dans les courses FIS, il fait ses débuts en Coupe du monde en octobre 2008 à l'occasion du slalom géant de Sölden. Il marque ses premiers points en mars 2011, avec une 26e place au super G de Kvitfjell. Deux ans plus tard, pour sa dernière course en Coupe du monde, il est 17e au même lieu.
En novembre 2010, il obtient son premier et seul podium en Coupe d'Europe au slalom géant de Trysil.
Il compte un titre national à son actif en 2009 au slalom géant.
Il se retire du sport de haut niveau en 2015.

## Palmarès

### Coupe du monde
- Meilleur classement général : 120e en 2013.
- Meilleur résultat : 17e.

#### Classements détaillés de Coupe du monde
| Année/Classement | Général | Général | Descente | Descente | Slalom | Slalom | Slalom géant | Slalom géant | Super G | Super G | Combiné | Combiné |
| ---------------- | ------- | ------- | -------- | -------- | ------ | ------ | ------------ | ------------ | ------- | ------- | ------- | ------- |
| Année/Classement | Class.  | Points  | Class.   | Points   | Class. | Points | Class.       | Points       | Class.  | Points  | Class.  | Points  |
| 2011             | 158e    | 5       | -        | -        | -      | -      | -            | -            | 53e     | 5       | -       | -       |
| 2013             | 120e    | 14      | -        | -        | -      | -      | -            | -            | 40e     | 14      | -       | -       |

### Coupe d'Europe
- 1 podium.

### Coupe nord-américaine
- 1 victoire.

### Championnats de Norvège
- Champion en 2009 du slalom géant.